# Drosophila fragilis
Drosophila fragilis är en tvåvingeart som beskrevs av Wheeler 1949. Drosophila fragilis ingår i släktet Drosophila och familjen daggflugor.
Artens utbredningsområde är Mexiko.